# 独立広場 (キーウ)

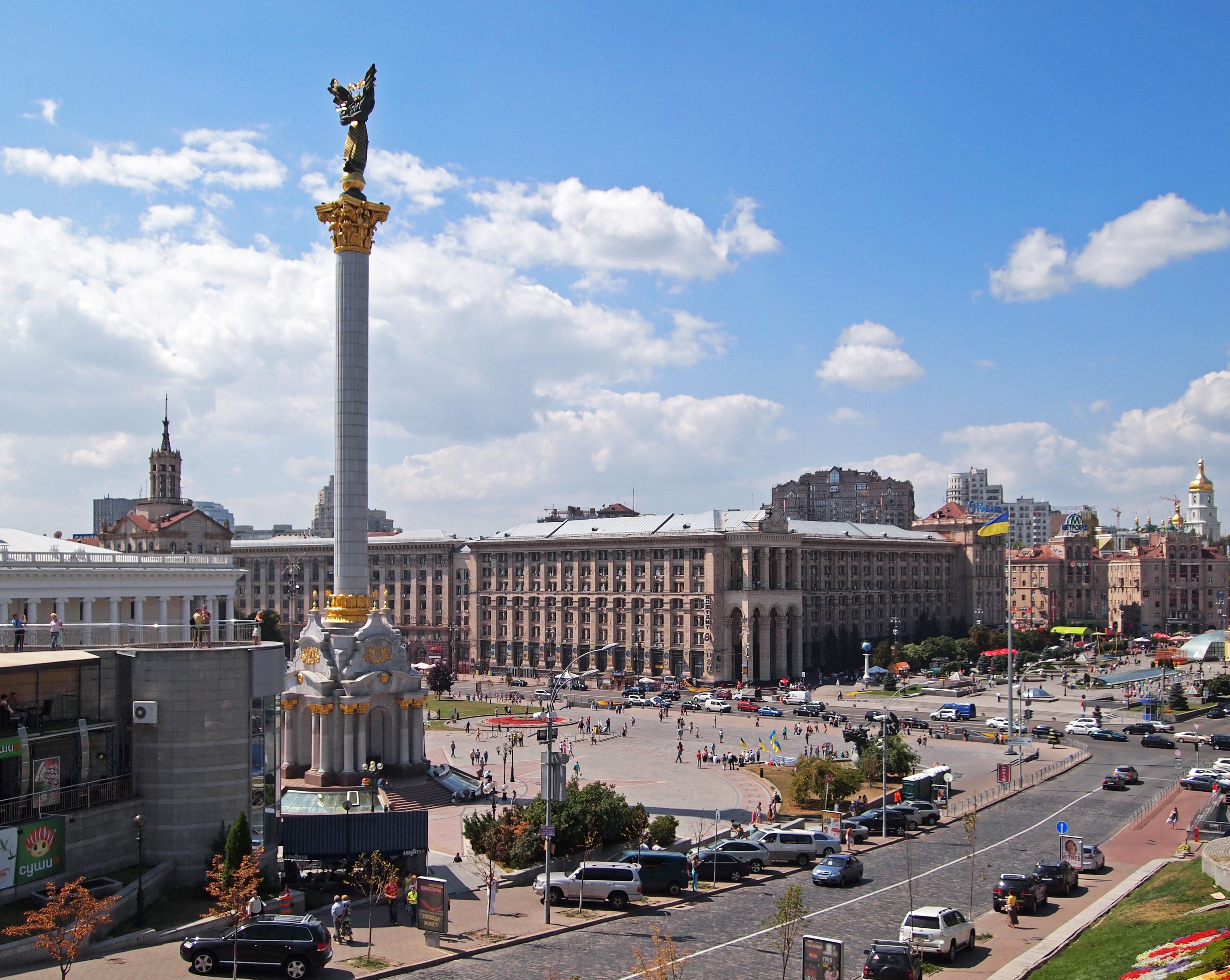
独立広場。中央やや左の塔はウクライナ独立記念碑。頂にはセイヨウカンボクの枝を掲げる女神ベレヒニア像が立つ。

独立広場（どくりつひろば、ウクライナ語: Майдан Незалежності マイダーン・ネザレージュノスチ）は、ウクライナの首都キーウにある広場である。

## 概要
20世紀初頭以降、中央広場の役割を果たしている。フレシチャーティク通り、ボリス・フリンチェーンコ通り、ソフィア通り、小ジトーミル通り、ミハイール通り、コステル通り、インスティトゥート通り、ホロデツキ通り、タラス・シェウチェンコ小路が交差する場所に位置している。シェウチェーンコ区に属する。
ウクライナ独立記念碑、ポーランドの門、ウクライナ中央郵便局、ウクライナ労働組合連盟、ウクライナ独立記念塔 、キーウ地下鉄の独立広場駅などがある。18世紀以前に「山羊沼」と呼ばれる湿地であった。10世紀から13世紀の間に古キエフへの入り口の一つポーランドの門が置かれ、1730年代から広場へ変貌した。
旧称はフレシチャーティク広場（19世紀）、市立議会広場（20世紀初頭）、ソビエト広場（1919年－1935年）、カリーニン広場（1935年－1941年、1943年－1976年）、9月19日広場（1941年－1943年）、十月革命広場（1976年－1991年）。ウクライナ独立後に現在の名称に改名。
2004年にオレンジ革命の舞台となった。2013年から2014年にかけての政変においてもデモの舞台となり、「ユーロマイダン」と呼ばれていた。